# 김윤환 (1932년)
김윤환(金潤煥, 1932년 6월 7일 ~ 2003년 12월 15일)은 대한민국의 언론인, 정치인, 작가, 시인이다. 호(號)는 허주(虛舟)이다. 1955년 기자 생활을 시작하고 1978년 정계에 입문하여 10,11,13,14,15대 국회의원을 지냈다. 노태우 대통령과 김영삼 대통령을 연달아 당선시키는데 크게 일조하여 한때 킹 메이커라는 별칭을 얻기도 했다.

## 생애

### 초기 활동
경상북도 선산군 장천면에서 태어나 대구수창초등학교, 경북중학교(현 경운중학교), 경북고등학교를 거쳐 경북대학교 영문과를 졸업했다. 후에 오하이오 대학교 대학원에서도 수학했다. 박정희, 김재규 등과 동향 출신이다.
1955년부터 기자 생활을 시작한 그는 《영남일보》, 《대구일보》를 거쳐 《조선일보》에 입사해서 주일, 주미 특파원과 편집국장 대리를 지냈다.
그의 아버지인 김동석도 국회의원으로 활동했으며, 경상북도 구미에 오상고등학교를 설립하였다.

### 정계 입문 초기
1973년 제9대 국회의원 선거 당시 고향인 경북 선산에서 무소속으로 출마했다가 낙선했다. 이후 박정희 대통령의 도움을 받아 1978년에 본격적으로 정계 활동을 시작했다. 제10대 국회에서 유정회 의원으로 정계에 입문하였고, 노태우와 경북고등학교 동창이라는 이점으로 민주정의당 창당에 참여하여 권력 핵심부에 진입하였다. 1985년 문화공보부 차관에 임명되어 12대 국회의 의원직을 맡지 않은 것을 제외하면 군위군과 구미시 지역구에서 11대부터 14대까지 계속 의원직을 유지했다. 주일 특파원으로 일하던 때 익힌 일본식 계보, 금권, 막후 정치의 추종자로서 군 출신이 주도한 민정당 내에서 보기 드물게 야당과의 대화와 타협을 선호했기 때문에 정무장관직을 여러 번 맡았다.

### 정치 활동
전두환 정권에서 문화공보부 차관, 대통령 정무비서관, 대통령 비서실장을 지냈고, 노태우 정권에서는 민주정의당 원내총무, 정무장관을 거쳤다. 1990년 3당 합당 이후에는 민주자유당 원내총무를 지냈으며, "김영삼 대세론"을 설파하여 동요하는 민정계를 설득해 김영삼 대통령 만들기에 앞장섰다.
문민정부 출범 후 민주계가 득세했을 때도 민주자유당 사무총장과 정무장관직을 맡으면서 민정계의 수장 노릇을 하였다. 이후 신한국당의 대통령 후보 경선을 염두에 두는 듯했으나, 이회창이 대통령 후보 경선에 뛰어들자 이를 적극 지원하여 이회창이 후보로 확정되는 데 큰 역할을 하였다. 이러한 역할들 때문에 "킹 메이커"라는 별명을 얻기도 하였다.
1997년 4월 6일, 전두환 노태우의 사면에 "이회창 신한국당 대표가 국민대화합이 필요하다는 측면에서 전두환 노태우의 사면에 대해 찬성입장을 밝힐 예정"이라는 보도가 나오고 김윤환 신한국당 고문도 "김영삼대통령에게 전두환 노태우의 사면을 건의하였다"는 보도가 나옴으로써 집권당인 신한국당 내부에서는 전두환 노태우의 형 집행이 확정되기도 전에 전두환 노태우의 사면논의가 오가기 시작했다.

1997년 4월 17일 전두환 노태우에 대한 형 집행이 확정되자 집권당인 신한국당 내부에서 본격적으로 전두환 노태우의 사면에 대해 논의되기 시작했다. 당시 신한국당의 김윤환 고문과 대구경북쪽 인사들을 비롯한 구 여권 출신 대선주자들은 종전부터 사면에 찬성하는 쪽에 섰다. 김윤환 고문은 "부정축재 한 거 환수하고, 여러 가지 한다면은 죄는 주지만은 벌은 안 주었으면 하는 그런 심정이다."라는 발언으로 전두환 노태우의 처벌에 봐주기식 관용을 베풀어야 한다는 발언으로 당내에서 전두환 노태우의 사면 복권에 대해 찬성하는 방향으로 당내 분위기를 주도해나갔다.

7월 22일에는 법무부가 전두환 노태우의 사면에 대해 실무검토를 마쳤고 광복절 무렵에 사면될수 있다는 뉴스까지 나오며 전두환 노태우의 사면에 대해 "언제든지 사면시킬 수 있다"고 "준비되었다"는 법무부의 입장을 보도했는데, 결국 전두환 노태우의 사면은 언제든지 대통령과 정부의 명령만 있으면 대선 이전에 준비가 완료되었던 셈이다. 법무부는 대통령 특별 사면의 경우 법적으로 논란의 소지가 있는 추징금 문제를 집중 검토했다. 노태우 씨의 경우는 추징금에 해당하는 재산을 대부분 보전 처분해 상관이 없지마는, 전두환 씨는 추징금 2,295억원의 10% 정도만 확보되어 있고 전두환의 경우 재산 추적에 진전이 없어, 나머지 2천억 원에 대해서는 집행 불능 결정을 내리고 이를 사면에 포함시킬 수 있는 것으로 결론을 내렸다. 법무부는 사면에 대한 긍정적인 여론이 아직 성숙되지 않았다는 판단에 따라 수감자의 건강이 나쁘거나 기타 중대한 사유가 있을 때 적용하는 형집행 정지도 검토했다. 그러나 형 집행 정지는 명분이 약하고 언제든지 재수감 될 수 있어 전, 노씨 두 사람이 거부할 가능성이 큰 것으로 법무부는 보고 있다.
가석방은 형기의 1/3분을 마쳤을 때만 가능해 당초부터검토 대상에서 제외되었다. 결국 전,노 씨를 풀어주는 길은 특별 사면밖에 없지만 전적으로 대통령의 의중에 달려 있는 문제이기 때문에 법무부는 매우 조심스런 입장을 취하고 있다"고 보도함으로써 이미 전두환 노태우에 대한 사면 준비는 대선이전에 완료되었고 김영삼과 정부의 말 한마디면 곧바로 사면될 수 있었던 형국이었다.

### 정계 은퇴와 최후
15대 대선에서 한나라당이 패배하고 야당이 된 뒤에도 김윤환은 당 내에서 이회창의 최측근 정치인으로 여겨졌다. 그러나 2000년 제16대 국회의원 총선거를 앞두고 김윤환을 공천 탈락시키면서 두 사람은 정치적으로 결별하였다. 당시 이회창은 2년 뒤 열릴 제16대 대통령 선거에서 당의 이미지에 걸림돌이 될 만한 중진 의원들을 의도적으로 공천에서 배제시켰는데, 이 때 이기택, 김광일, 조순, 이수성, 박찬종 등이 공천에서 탈락하였다. 이에 김윤환은 한나라당을 탈당, 이들과 함께 민주국민당을 창당하였다. 민주국민당 창당 뒤 조순을 대표최고위원으로 추대하고 자신은 경북 구미시에 출마하였으나 낙선하였다.
이 후 2000년 9월 김윤환은 전당대회에서 대표최고위원으로 당선되어 "영남 후보론"을 내세우며 이회창과 정치적으로 대립하였다. 2002년 제16대 대통령 선거를 앞두고 박근혜, 이한동, 노무현, 정몽준 등과 제3지대 후보 및 단일화 카드로 등장하기도 하였으나, 결국 김윤환은 선거 직전 이회창을 지지하였다. 그러나 별도의 선거운동에는 나서지 않았고, 이회창은 대선에서 낙선하고 정계은퇴를 선언하였다.
2003년 1월, 김윤환은 신장암 선고를 받고 2개월 시한부 판정을 받아 미국으로 와병을 떠났으며 결국 3개월 뒤 대표직을 김동주 최고위원에게 넘겼다. 이 후 김윤환은 미국에서 귀국하여 자택에서 치료하다가 국립암센터에 입원했다. 2003년 11월 1일 이회창이 일시 귀국하여 김윤환을 병문안했고, 이 자리에서 이회창이 화해를 요청했으나 김윤환은 끝내 받아들이지 않았다. 그러던 2003년 12월 15일, 향년 71세의 나이로 별세하였다. 김윤환의 운구는 경상북도 구미시 장천면 상장리 오상고등학교 뒷편의 선영에 안장되었다.
김윤환이 작고하고 이듬 해 치러진 제17대 국회의원 총선거에서 민주국민당은 단 1석도 얻지 못하고 전원 낙선하였고, 당 등록이 취소되면서 해산되었다.

## 가족 관계
- 동생 : 김태환(제17대~19대 국회의원/한나라당→새누리당→무소속, 경북 구미시 을)

## 학력
- 경북고등학교 졸업
- 경북대학교 영어영문학과 학사
- 미국 오하이오 주립대학교 신문대학원 언론학 석사

## 경력
- 1979.3 ~ 1980.8 제10대 국회의원 (전국구 / 유신정우회)
- 1981.4 ~ 1985.4 제11대 국회의원 (전국구 / 민주정의당)
- 1985.2 ~ 1986.8 제14대 문화공보부 차관
- 1987.7 ~ 1988.2 제13대 대통령비서실장(전두환 정부)
- 1988.3 ~ 1988.5 제7대 정무 제1장관(노태우 정부)
- 1988.5 ~ 1992.5 제13대 국회의원(군위군, 선산군 / 민주정의당)
- 1990.4 ~ 1990.10 제11대 정무 제1장관(노태우 정부)
- 1992.5 ~ 1996.5 제14대 국회의원(군위군, 선산군 / 민주자유당)
- 1994.12 ~ 1995.7 제19대 정무 제1장관(문민정부)
- 1996.5 ~ 2000.5 제15대 국회의원(경북 구미 을 / 신한국당)
- 1997 ~ 2000 한나라당 부총재
- 2000.9 ~ 2003.4 민주국민당 대표최고위원

## 같이 보기
- 제5공화국
- 제6공화국
- 박정희
- 전두환
- 노태우
- 김용갑
- 김종호
- 허삼수
- 허화평
- 이만섭
- 이춘구
- 이한동
- 박태준
- 김영삼
- 김대중
- 김종필
- 노무현
- 이회창
- 이인제
- 대한민국 제10대 국회의원 선거 유신정우회 후보 목록#전국구
- 군위군·선산군
- 구미시 을 (1996년 선거구)
- 군위군의 국회의원
- 선산군의 국회의원
- 구미시의 국회의원
- 대한민국의 문화체육관광부 차관
- 대한민국의 대통령비서실 수석비서관
- 대한민국의 대통령비서실장
- 대한민국의 특임장관

## 역대 선거 결과
|  | 11.64% |

|  | 0% |

|  | 35.6% |

|  | 76.16% |

|  | 61.49% |

|  | 55.74% |

|  | 32.07% |

## 소속 정당
| 소속 정당 | 소속 정당  | 소속 기간 | 비고      |
| --------- | ---------- | --------- | --------- |
|           | 무소속     | 1973~1978 | 정계 입문 |
|           | 유신정우회 | 1978~1980 | 입당      |
|           | 무소속     | 1980~1981 | 정당 해산 |
|           | 민주정의당 | 1981~1985 | 창당      |
|           | 무소속     | 1985~1988 | 탈당      |
|           | 민주정의당 | 1988~1990 | 복당      |
|           | 민주자유당 | 1990~1995 | 합당      |
|           | 신한국당   | 1995~1997 | 당명 변경 |
|           | 한나라당   | 1997~2000 | 합당      |
|           | 무소속     | 2000      | 탈당      |
|           | 민주국민당 | 2000~2002 | 창당      |
|           | 무소속     | 2002~2003 | 탈당 사망 |